# Paral·laxi diürna
La paral·laxi diürna és aquell petit canvi en les coordenades celestes d'un astre causat per la posició de l'observador sobre la superfície de la Terra. És una paral·laxi causada pel canvi de punt de vista de l'objecte, motivat perquè l'observador està en diferents punts de la superfície terrestre.
Aquest efecte té més importància com més proper estigui l'astre a la Terra. La Lluna, per la seva proximitat, pot allunyar-se fins a 1 º en la seva posició celeste geocèntrica, calculada segons la posició de l'observador sobre Terra, i aquest fet és fonamental per a la predicció d'ocultacions d'estrelles per part de la lluna.
No s'ha de confondre amb el paral·laxi anual, que afecta les estrelles properes i es deu al moviment de translació de la Terra i que, en 6 mesos, provoca que el punt de vista sota el qual es veuen les estrelles variï en 300 milions de km.
La paral·laxi diürna afecta tota mena de coordenades.

## Paral·laxi diürna i coordenades horitzontals

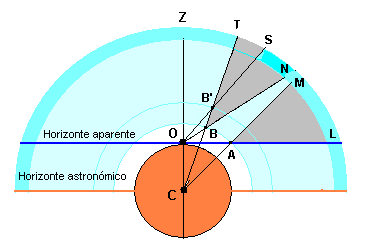
Figura 3. Les paral·laxi horitzontal i diürna o d'alçada venen determinades perquè l'observador es troba a l'horitzó aparent i no en l'horitzó astronòmic. Així, a ell li sembla que B està més alt que B, quan realment són a la mateixa alçada, ja que comparteixen la direcció geocèntrica CT.

L'alçada H d'un astre s'ha de mesurar respecte a l'horitzó astronòmic de l'observador, però aquesta es pren des del seu horitzó aparent, en el punt O, i el que realment s'obté és l'alçada aparent de l'astre. Sorgeix el fenomen de la paral·laxi (Figura 3)
Des de O, l'astre B es veu a N, mentre que des de C es veuria en T, més alt que N. L'estrella canvia de posició segons la direcció de l'observador. Això és la paral·laxi diürna o d'alçada.
La paral·laxi diürna és l'angle format per les direccions topocèntrica i geocèntrica d'un astre. A la figura 3, i per B:
- Direcció topocéntrica ON: direcció des del lloc que s'ocupa.
- Direcció geocèntrica CT: direcció des del centre de la Terra.

Quan l'astre es troba en l'horitzó aparent de l'observador, s'anomena paral·laxi horitzontal. Aquest és el cas de l'objecte A, la paral·laxi horitzontal és l'angle LAM = CAO.
La paral·laxi diürna disminueix amb l'elevació sobre l'horitzó i amb la distància de l'objecte observat:
- Amb l'elevació: compareu B amb A. La paral·laxi NBT de B és menor que la paral·laxi LAM d'A. Com més elevació, menor paral·laxi. Al zenit, la paral·laxi és nul·la.
- Amb la distància de l'objecte observat: compareu B i B’. Tots dos tenen la mateixa elevació (mateixa direcció geocèntrica), però estan a diferents distàncies de la Terra. La paral·laxi SB'T de B’ (més llunyà) és clarament menor que la paral·laxi NBT de B (el més proper). A major distància, menor paral·laxi.

Les distàncies a l'espai són immensament grans i, per això, les paral·laxis diürnes són menyspreables en la majoria dels casos. En distàncies molt petites, com les del sistema solar, són de consideració, però res més. La Lluna té una paral·laxi que supera el grau sexagesimal -61 '50 "-, quantitat molt important que no es pot obviar. Per al Sol és d'uns 9" escassos. Però per Pròxima Centauri, a només 4,2 anys llum, la paral·laxi és l'ordre de la centmil·lèsima de segon, i això és l'estrella més propera a nosaltres. La paral·laxi diürna d'una estrella és pràcticament nul·la.
La paral·laxi es denota amb {\displaystyle \pi }-lletra grega pi. Per a una paral·laxi significativa es tindria: H  real  = h  aparent +{\displaystyle \pi }

## Paral·laxi diürna i coordenades equatorials
Quan es corregeixen per paral·laxi les coordenades equatorials que no depenen del temps, la correcció depèn de l'angle horari ti, per tant, del temps. Per tant, el càlcul requereix l'instant en què es realitza l'observació per calcular t en aquell instant i, per tant, la correcció.

### Correcció en ascensió recta
Si un astre (per exemple la Lluna) té un angle horari geocèntric (comptat des del centre de la Terra) ti i una Ascensió recta {\displaystyle \alpha }, llavors, tenint present la paral·laxi diürna, el seu angle horari t' i la seva ascensió recta {\displaystyle \alpha }' aparents compliran:
{\displaystyle T'=t+\Delta \,}
{\displaystyle \mathrm {A} '=\alpha -\Delta \,} on
{\displaystyle \tan(\Delta )={\frac {\rho \times \cos(\phi ')\times \sin(t)}{r\times \cos(\delta )-\rho \times \cos(\phi ')\times \cos(t)}}}
en què {\displaystyle \delta } és la declinació de l'astre, r la distància de l'astre al centre de la Terra mesurat en ràdios equatorials de la Terra (1 radi equatorial = 6378,16 km), {\displaystyle \Phi } és la latitud geogràfica i {\displaystyle \Phi '} la latitud geocèntrica.

### Correcció en declinació
La fórmula per trobar la declinació aparent {\displaystyle \delta } 'a partir de la declinació {\displaystyle \delta } és:
{\displaystyle \tan(\delta ')=\cos(t')\times {\frac {r\times \sin(\delta )-\rho \times \sin(\phi ')}{r\times \cos(\delta )\times \cos(t)-\rho \times \cos(\phi ')}}}